# Lunats
Lunats (francès Lunax) és un municipi del departament francès de l'Alta Garona, a la regió d'Occitània.